# Dryadella perpusilla
Dryadella perpusilla är en orkidéart som först beskrevs av Friedrich Fritz Wilhelm Ludwig Kraenzlin, och fick sitt nu gällande namn av Carlyle August Luer. Dryadella perpusilla ingår i släktet Dryadella och familjen orkidéer. Inga underarter finns listade i Catalogue of Life.